# Charles Starrett
Charles Starrett (Athol, Massachusetts, 28 de março de 1903 – Borrego Springs, Califórnia, 22 de março de 1986) foi um ator estado-unidense mais conhecido por interpretar o personagem Durango Kid nos filmes de faroeste da Columbia Pictures.

## Biografia
Starrett nasceu em Athol, Massachusetts, e passou a infância no Maine. Após concluir seus estudos na “Worcester Academy”, em 1922, foi para a Faculdade de Dartmouth. Quando participava do time de futebol americano de Dartmouth, foi contratado para fazer o papel de um jogador de futebol no filme de 1926, The Quarterback (O Campeonato do Amor), ao lado de outros colegas, e o filme foi parcialmente rodado no campus de Dartmouth. Em 1930 ele atuou em Fast and Loose, ao lado de Miriam Hopkins, Carole Lombard e Frank Morgan.

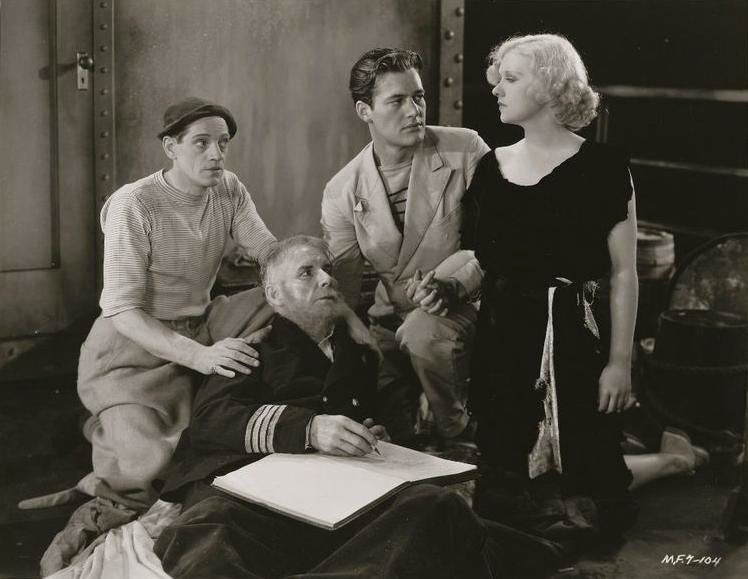
Jungle Bride (1933)

Participou de muitos filmes nos dois anos que se seguiram, porém seus personagens eram sempre secundários. Começou a chamar a atenção do público e dos produtores em “The Mask of Fu Manchu” (A Máscara de Fu Manchu), de Charles Brabin para a MGM em 1932; “Our Betters”, de George Cukor para a RKO Pictures, em 1933, e “So Red the Rose” (Noivado na Guerra), de King Vidor, para a Paramount, em 1935.
Em 1933, foi uma das pessoas que ajudou a organizar o Screen Actors Guild, e em 1936 foi contratado pela Columbia Pictures para tornar-se um dos dez maiores astros de cinema western, atuando em 115 filmes nos 16 anos seguintes.

## Durango Kid
Após atuar em vários papéis de xerife e ranger, Starrett ganhou notoriedade por seu personagem Durango Kid. O primeiro filme em que ele desempenhou esse papel foi em The Durango Kid (O Cavaleiro de Durango), lançado em 1940, mas por algum motivo, a Columbia Pictures não quis continuar com a série.
O personagem foi redescoberto em 1944, com “The Return of the Durango Kid” (A Volta de Durango Kid) e durou até 1952. Inicialmente, era acompanhado por um amigo cantor, interpretado por Tex Harding, e depois formaram ao trio, com a presença de Dub Taylor. Dub Taylor, como "Cannonball", trabalhou com Starrett até 1946, quando saíram tanto Taylor quanto Harding, sendo substituídos por Smiley Burnette, que tinha uma parceria muito popular com Gene Autry, e foi trazido para substituir Taylor. Burnette desempenhou muito bem o personagem chamado Smiley Burnette, e acompanhou Starrett até o fim de sua carreira cinematográfica.
Os filmes de Durango Kid combinavam seqüências de ação muito rápidas – freqüentemente com o trabalho de câmeras de grande velocidade e com espetaculares acrobacias realizadas por Jock Mahoney – e música western. Em cada filme apresentava-se um grupo de cantores, e em muitos tiveram a participação de Burnette cantando e tocando violão. 
A série teve vários períodos de crise, mas melhorou em 1948, com a presença do diretor Fred F. Sears e do dublê Jock Mahoney, que muitas vezes esteve atrás da máscara de Durango Kid, e depois co-estrelaria os filmes.
Nos filmes de Durango Kid, o personagem principal era geralmente chamado "Steve", mas ao trocar de roupa e cavalo, tornava-se o herói por trás da máscara negra. Seus cavalos eram chamados "Bullet" (quando era o Steve) e "Raider" (quando se transformava em Durango Kid).

## Fim da carreira e morte
Starrett, que tinha independência financeira, encerrou a sua carreira de ator aos 48 anos de idade, quando a série Durango Kid deixou de ser produzida. Ele certa vez contou à revista estudantil de Dartmouth, que a maioria de seus vizinhos californianos achava que ele fosse um banqueiro aposentado.
Starrett morreu em Borrego Springs, Califórnia, seis dias antes de completar 83 anos de idade.

## Filmografia

### Filmes diversos
- The Quarterback (O Campeonato do Amor), 1926. Ao lado de outros colegas do futebol. Não creditado.
- Fast and Loose, 1930, Paramount, ao lado de Miriam Hopkins, Carole Lombard e Frank Morgan.
- The Royal Family of Broadway, Paramount, 1930.
- Touchdown, Paramount, 1931.
- The Age for Love, United Artists, dir. Frank Lloyd, 1931.
- Silence, Paramount, 1931.
- The Viking, 1931.
- Damaged Love, Sono Art, 1931.
- The Mask of Fu Manchu (A Máscara de Fu Manchu), 1932, dir. Charles Brabin para a MGM.
- Lady and Gent, Paramount, 1932.
- Sky Bride, Paramount, 1932.
- Our Betters, 1933, de George Cukor para a RKO Pictures. Ao lado de Constance Bennett.
- Mr. Skitch, Fox, 1933. Ao lado de Rochelle Hudson.
- Murder on the Campus, dir. Richard Thorpe, 1933.
- The Sweetheart of Sigma Chi, 1933.
- The Return of Casey Jones, Monogram, 1933.
- Jungle Bride, Monogram, 1933. Ao lado de Anita Page.
- Sons of Steel, 1934.
- Undercover Men, Dominium, 1934. Filmado no Canadá.
- The Silver Streak, 1934.
- Gentlemen Are Born, Warners, dir. de Alfred E. Green, 1934. Ao lado de Franchot Tone.
- Desirable, 1934.
- Call It Luck, 1934.
- Green Eyes, 1934.
- This Man Is Mine, RKO Pictures, dir. John Cromwell, 1934. Ao lado de Irene Dunne.
- Three on a Honeymoon, Fox, 1934. Ao lado da Sally Eilers.
- Stolen Sweets, 1934.
- So Red the Rose (Noivado na Guerra), 1935, de King Vidor, para a Paramount. Ao lado de Margaret Sullivan.
- The Gallant Defender (O Galante Defensor), dirigido por David Selman, 1935. Contracenava com “Sons of the Pioneers”, um conjunto musical em que se sobressaíam Bob Nolan e Pat Brady. Esse conjunto ficou ao seu lado, nos filmes, até meados de 1941.
- Make a Million, 1935.
- What Price Crime?, 1935. Ao lado de Virginia Cherrill.
- One in a Million, 1935.
- One New York Night, MGM, 1935. Ao lado de Franchot Tone.
- A Shot in the Dark, 1935.
- The Mysterious Avenger (Vingador Misterioso), dirigido por Harry S. Webb, 1936.
- Secret Patrol (A Patrulha Secreta), direção de David Selman, 1936.
- Code of Range (Código da Montanha), ao lado de Art Mix, direção de C. C. Coleman, 1936.
- The Cowboy Star, direção de David Selman, 1936.
- Stampede (Cavalos em Disparada), direção de Ford Beebe, 1936.
- Dodge City Trail (Música da Serra), ao lado de Donald Grayson, seu companheiro cantor, e de Art Mix, sob direção de C. C. Coleman, 1936.
- Westbound Mail (Crime Frustrado), direção de Folmer Blangsted, 1937.
- Trapped (Mão Vingadora), direção de Leon Barsha, 1937.
- Two Gun Law (Justiça a Revólver), direção de Leon Barsha, 1937.
- Two-fisted Sheriff (Xerife às Direitas), direção de Leon Barsha, 1937.
- One Man Justice (A Quadrilha Sinistra), direção de Leon Barsha, 1937.
- The Old Wyoming Trail (Desmascarando um Impostor), ao lado de Donald Grayson e Sons of the Pioneers, direção de Folmer Blangset, 1937.
- Outlaws of the Prairie (Sangue de Bandeirante), ao lado de Donald Grayson e Sons of the Pioneers, direção de Sam Nelson, 1937.
- Cattle Raiders (Irmão contra Irmão), ao lado de Donald Grayson e Sons of the Pioneers, direção de Sam Nelson, direção de Sam Nelson, 1938.
- Law of the Plains (A Lei da Planície), direção de Sam Nelson, 1938.
- West of Cheyennne (Aventuras Rancheiras), direção de Sam Nelson, 1938.
- South of Arizona (Bandoleiros do Arizona), direção de Sam Nelson, 1938.
- The Colorado Trail (Aventura no Colorado), direção de Sam Nelson, 1938.
- West of Santa Fe, direção de Sam Nelson, 1938.
- Rio Grande (O Rancho da Morte), direção de Sam Nelson, 1938.
- The Thundering West, ao lado de Bob Nolan, direção de Sam Nelson, 1939.
- Texas Stampede, direção de Sam Nelson, 1939.
- North of Yukon (Ao Norte do Yukon), direção de Sam Nelson, 1939.
- Spoilers of the Range, direção de C. C. Coleman, 1939.
- Western Caravans (Caravanas Heróicas), direção de Lew Landers, 1939.
- The Man from Sundown, direção de Sam Nelson, 1939.
- Riders of Black River (A Volta do Rural), direção de Norman Deming, 1939.
- The Stranger from Texas (Forasteiro Valente), ao lado de Lorna Gray, direção de Sam Nelsno, 1939.
- Two-fisted Rangers (O Código da Traição), direção de Joseph H. Lewis, 1940.
- Bullets for Rustlers (Bandoleiros da Serra), ao lado de Lorna Gray, direção de Sam Nelson, 1940.
- Blazing Six Shooters (O Crime do Capataz), direção de Joseph H. Lewis, 1940.
- Texas Stagecoach (A Estrada Trágica), direção de Joseph H. Lewis, 1940.
- West of Abilene (Fazendas Roubadas), direção de Ralph Cedar, 1940.
- Thundering Frontier (Testamento de Ódio), direção de Ross Lederman, 1940.
- The Pinto Kid (Encontro Fatal), direção de Lambert Hillyer, 1941.
- Oulaws of the Panhandle (Dinamite e Jogadores), dir. Sam Nelson, 1941.
- The Medico of Painted Springs (O Médico da Vila), dir. Lambert Hillyer, 1941. Nessa época o conjunto Sons of the Pioneers saiu da série, e Starrett assumiu o papel de um médico itinerante pela região da fronteira, Dr. Steven Monroe, que se livrava das situações embaraçosas com o uso das armas. Foram apenas três filmes com essas características.
- Thunder Over the Prairie (Trovoada na Campina), direção de Lambert Hillyer, 1941. Foi o segundo filme onde personificava o Dr. Steven Monroe. Nesse filme, era acompanhado por Carl Shrum e seus Rhythm Rangers.
- Prairie Stranger (O Forasteiro da Planície), direção de Lambert Hilluer, 1941. Foi o terceiro filme da série do Dr. Monroe. Era acompanhado por Lew Preston e seus Ranch Hands.
- The Royal Mounted Patrol, dir. de Lambert Hillyer, 1941. Ao lado de Lloyd Bridges Russell Hayden e Kermit Maynard.
- Riders of the Badlands (Bandoleiros do Faroeste), dir. de Howard Bretherton, 1941.
- West of Tombstone (Redenção de um Bandido), dir. de Howard Bretherton, 1942. Ao lado de Lloyd Bridges.
- Lawless Plainsmen (Bandoleiros das Planícies), dir. de William Berke, 1942.
- Down Rio Grande Way (Lá no Texas), dir. de William Berke, 1942.
- Riders of the Northland (O Rancho Misterioso), dir. William Berke, 1942.
- Bad Men of the Hills (A Lei das Colinas), dir. De William Berke, 1942.
- Overland to Deadwood (Diligência de Deadwood), dir. De William Berke, 1942. Ao lado de Leslie Brooks.
- Riding through Nevada (Cavaleiro de Nevada), dir. de William Berke, 1942. Ao lado de Jimmie Davis e seus Rainbow Ramblers.
- Pardon my Gun, dir. de William Berke, 1942. Ao lado de Lloyd Bridges e Texas Jim Lewis e seus Lone Star Cowboy.
- The Fighting Buckaroo (Vaqueiro Intrépido), dir. de William Berke, 1943. Ao lado de Johnny Luther’s Ranch Boys.
- Law of the Northwest (A Lei do Noroeste), dir. de William Berke, 1943.
- Frontier Fury (A Marca do Assassino), dir. de William Berke, 1943, ao lado de Jimmy Davis e seus Singing Buckaroos.
- Robin Hood of the Range (Benfeitor Mascarado), dir. De William Berke, 1943, ao lado do Jimmy Wakely Trio.
- Hail to the Rangers (Bandidos contra Heróis), dir. De William Berke, 1943. Ao lado de Lloyd Bridges.
- Cowboy in the Clouds (Vaqueiro das Nuvens), dir. de Benjamin Kline, 1943. ao lado de Dub Taylor.
- Cowboy Canteen (Cantina dos Vaqueiros), dir. de Lew Landers, 1944.
- Sundwon Valley (Heróis sem Nome), dir. Bem Kline, 1944. Ao lado de Bud Taylor.
- Riding West (Oeste contra Leste), dir. de William Berke, 1944.
- Cowboy from Lonesome River (Emboscada no Vale), dir. de Bem Kline, 1944. Ao lado de Dub Taylor.
- Cyclone Prairie Rangers (Em Defesa de seu Direito), dir. de Bem Kline, 1944.
- Saddle Leather Law (A Lei da Sela), dir. de Bem Kline, 1944. Ao lado de Lloyd Bridges.
- Rough Ridin’ Justice (Justiça a Murros), dir. de Derwin Abrahams, 1945. A partir dessa data, inicia a série de Durango Kid.

### Durango Kid

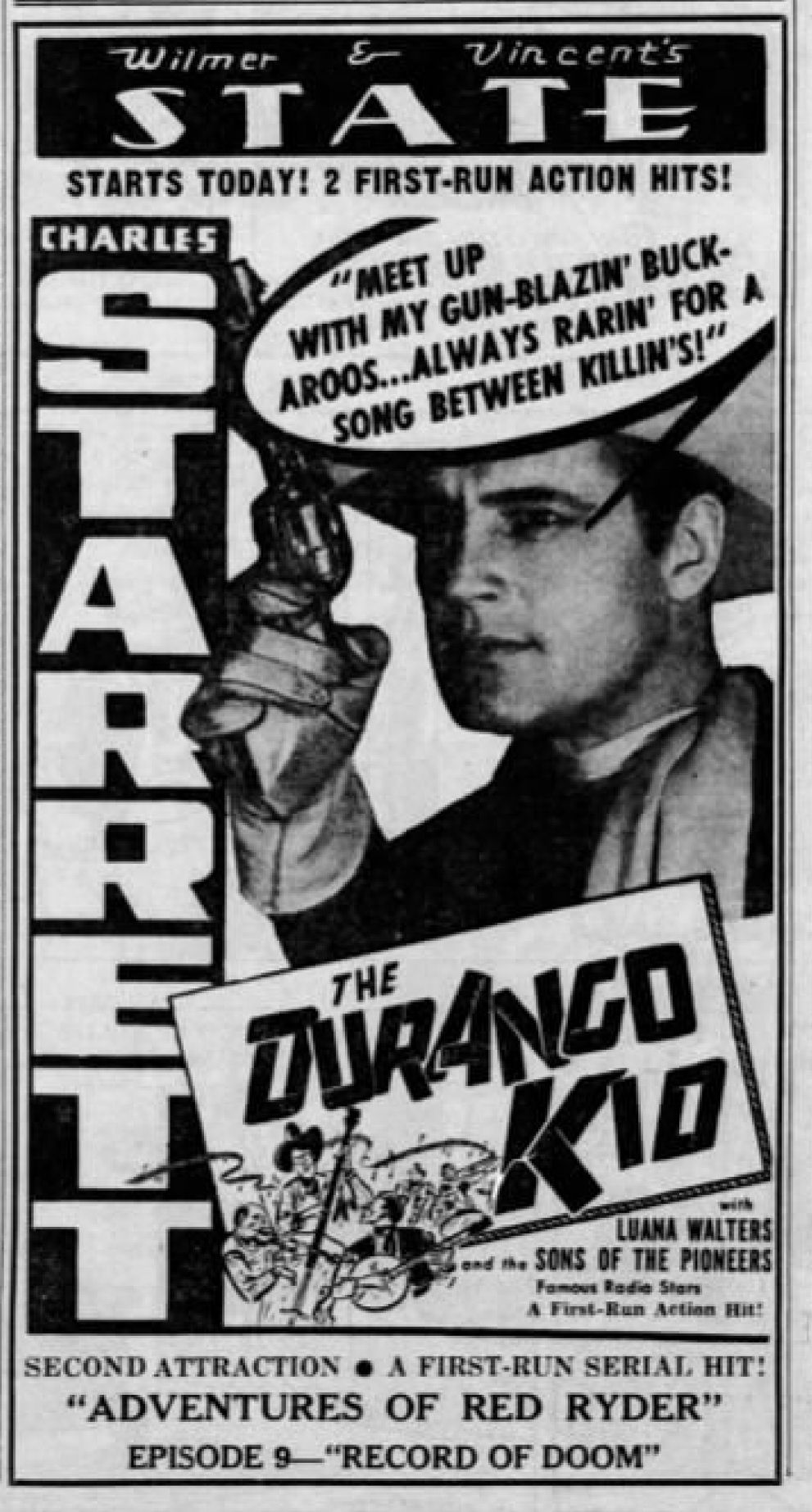
Poster do primeiro filme de Durango Kid

1. “The Durango Kid” (O Cavaleiro de Durango), direção de Lambert Hillyer (1940). Ao lado de Sons of the Pioneers.
2. The Return of the Durango Kid (A Volta de Durango Kid), dir. De Derwin Abrahams (1945). Ao lado de Tex Harding e Jean Stevens.
3. Both Barrels Blazing (Armas da Justiça) (1945), incluindo Dub Taylor e Tex Harding. ); dir. de Derwin Abrahams.
4. Rustlers of the Badlands (Ladrões do Prado) (1945); dir. de Derwin Abrahams.
5. Outlaws of the Rockies (Renegados do Montes) (1945); dir. Ray Nazarro.
6. Blazing the Western Trail (Desbravadores do Oeste) (1945); dir. Vernon Keays.
7. Lawless Empire (Terra sem Lei) (1945)
8. Texas Panhandle (Terra de Ninguém) (1945); dir. Ray Nazarro.
9. Frontier Gunlaw (Transgressores da Lei ) (1946); dir. Derwin Abrahams.
10. Roaring Rangers (Valentia Rural) (1946); dir. Ray Nazarro. Smiley Burnette substitui Tex Harding e Dub Taylor, a partir desse filme.
11. Gunning for Vengeance (Injusta Acusação) (1946); dir. Ray Nazarro.
12. Galloping Thunder (Trovão a Galope) (1946); dir. Ray Nazarro.
13. Two-Fisted Stranger (Valentia de Forasteiro) (1946); dir. Ray Nazarro.
14. The Desert Horseman (Fantasma do Deserto) (1946); dir. Ray Nazarro.
15. Heading West (Mascarado da Justiça) (1946); dir. Ray Nazarro.
16. Landrush ( A Cicatriz Acusadora) (1946); dir. Vernon Keays.
17. Terror Trail (O Terror da Serra) (1946); dir. Ray Nazarro.
18. The Fighting Frontiersman (Alma de Aventureiro) (1946); dir. Derwin Abrahams. Ao lado de Jock Mahoney (então Jacques O’Mahoney), que passa a fazer parte de muitos filmes de Durango Kid.
19. South of the Chisholm Trail (A Via dos Celerados) (1947); dir. Derwin Abrahams. Ao lado de Jock Mahoney.
20. The Lone Hand Texan (Texano Solitário) (1947); dir. Ray Nazarro.
21. West of Dodge City (Máscara do Terror) (1947); dir. Ray Nazarro.
22. Law of the Canyon (Justiça Sangrenta) (1947); dir. Ray Nazarro.
23. Prairie Raiders” (Bandoleiros dos Prados) (1947); dir. Derwin Abrahams.
24. The Stranger from Ponca City (Forasteiro Intrépido) (1947); dir. Derwin Abrahams.
25. Riders of the Lone Star (Em Defesa da Lei) (1947); dir. Derwin Abrahams.
26. Buckaroo from Powder River (Vaqueiro Vingador) (1947); dir. Ray Nazarro.
27. Last Days of Boot Hill ( O Tesouro Escondido) (1947); dir. Ray Nazarro.
28. Six-Gun Law ( A Lei da Força) (1948); dir. Ray Nazarro.
29. Phantom Valley (O Vale dos Fantasmas) (1948); dir. Ray Nazarro.
30. West of Sonora (Gancho de Aço) (1948); dir. Ray Nazarro.
31. Whirlwind Raiders (Cavaleiro da Lei) (1948); dir. Vernon Keays.
32. Blazing Across the Pecos (Invasão Sangrenta) (1948); dir. Ray Nazarro.
33. Trail to Laredo (Pista Sangrenta) (1948); dir. Ray Nazarro.
34. El Dorado Pass (O Desfiladeiro da Morte) (1948); dir. Ray Nazarro.
35. Quick on the Trigger (Rápido no Gatilho) (1948); dir. Ray Nazarro. Ao lado de Helen Parrish.
36. Challenge of the Range (Desafio da Serra) (1949); dir. Ray Nazarro. Ao lado de Paula Raymond.
37. Laramie (A Pista do Renegado) (1949); dir. Ray Nazarro.
38. The Blazing Trail (Senda de Fogo) (1949); Ray Nazarro.
39. Bandits of El Dorado (Bandidos do Eldorado) (1949); dir. Ray Nazarro.
40. “South of Death Valley” (Vereda do Norte) (1949); dir. Ray Nazarro. Ao lado de Jason Robards Sr.
41. Desert Vigilante (Vigilantes do Deserto) (1949); dir. Fred F Sears.
42. Horsemen of the Sierras (Cavaleiro das Serras) (1949); dir. Fred F. Sears.
43. Renegades of the Sage (Renegados do Deserto) (1949); dir. Ray Nazarro. Ao lado de Jason Robards Sr.
44. Trail of the Rustlers ( Rio Perdido) (1950); dir. Ray Nazarro.
45. Outcasts of Black Mesa (O Exilado do Planalto) (1950); dir. Ray Nazarro.
46. Texas Dynamo (O Dínamo do Texas) (1950); dir. Ray Nazarro.
47. Streets of Ghost Town (A Caverna do Diabo) (1950); dir. Ray Nazarro.
48. Across the Badlands (Terra dos Bandidos) (1950); dir. Fred F. Sears.
49. Raiders of Tomahawk Creek (O Anel da Traição) (1950); dir. Fred F. Sears.
50. Frontier Outpost (Avançada de Fogo) (1950); dir. Ray Nazarro.
51. Lightning Guns (Campeão dos Desamparados) (1950); dir. Fred F. Sears.
52. Prairie Roundup (O Valente da Montanha) (1951); dir. Fred F. Sears.
53. Ridin' the Outlaw Trail (Defensor dos Desamparados) (1951); dir. Fred F. Sears.
54. Fort Savage Raiders (Avalanche de Sangue) (1951); dir. Ray Nazarro.
55. Snake River Desperadoes (Os Tenebrosos) (1951); dir. Fred F. Sears.
56. Bonanza Town (Armadilha Sinistra) (1951); dir. Fred F. Sears.
57. Cyclone Fury (Fúria Ciclônica) (1951); dir. Ray Nazarro.
58. The Kid from Amarillo (Contrabandistas da Fronteira) (1951); dir. Ray Nazarro.
59. Pecos River (Sinal de Traição) (1951); dir. Fred F. Sears.
60. Smoky Canyon (O Barranco da Morte) (1952); dir. Fred F. Sears.
61. The Hawk of Wild River (O Gavião do Rio Bravo) (1952); dir. Fred F. Sears.
62. Laramie Mountains (Ferradura Acusadora) (1952); dir. Ray Nazarro.
63. The Rough, Tough West (O Protetor dos Fracos) (1952); dir. Ray Nazarro.
64. Junction City (O Gancho da Morte) (1952); dir. Ray Nazarro.
65. The Kid from Broken Gun (Depoimento Acusador) (1952); dir. Fred F. Sears.